# أيدان كيرك
أيدان كيرك (بالإنجليزية: Aidan Kirk) هو لاعب دوري الرغبي نيوزيلندي، ولد في 16 مارس 1986 في غوسفورد في أستراليا.